# Enypniastes
Enypniastes is een geslacht van zeekomkommers uit de familie Pelagothuriidae.

## Soorten
- Enypniastes eximia Théel, 1882

Niet geaccepteerde namen:
- Enypniastes atlanticus (Heding, 1940), synoniem van Enypniastes eximia
- Enypniastes decipiens Koehler & Vaney, 1910, synoniem van Enypniastes eximia
- Enypniastes diaphana (Gilchrist, 1920), synoniem van Enypniastes eximia
- Enypniastes ecalcarea (Sluiter, 1901), synoniem van Enypniastes eximia
- Enypniastes globosa Hansen & Madsen, 1956, synoniem van Enypniastes eximia
- Enypniastes obscura (Koehler & Vaney, 1905), synoniem van Enypniastes eximia